# Luis Hierro Gambardella
Luis Hierro Gambardella (Treinta y Tres, 1915 - Montevideo, 1991) fou un escriptor i polític uruguaià, pertanyent al Partit Colorado.
Va néixer a Treinta y Tres l'1 de setembre de 1915. Va ser diputat en tres períodes, entre 1955 i 1967. En aquest temps va ocupar en dues oportunitats la Presidència de la Cambra de Representants, el 1958-1959 i el 1964-1965.
Posteriorment, el 1967, va assumir com a senador, sent reelegit el 1971, i ocupant el càrrec fins al cop militar de 1973. Així mateix, va ser Ministre de Cultura durant un breu temps el 1967. Després de la restauració de la democràcia, el 1984, va ser elegit novament senador. El juliol de 1985 va renunciar a la seva banca per a assumir com a ambaixador de l'Uruguai a Espanya, càrrec en el qual va romandre fins al 1990.
Hierro Gambardella, qui va ser també un poeta destacat, va ser el pare del també polític i vicepresident de la República Luis Hierro López.
Morí a Montevideo el 17 de juliol de 1991.